# Xã Burton, Quận Howard, Missouri
Xã Burton (tiếng Anh: Burton Township) là một xã thuộc quận Howard, tiểu bang Missouri, Hoa Kỳ. Năm 2010, dân số của xã này là 173 người.